# Marin Leovac
Marin Leovac (ur. 7 sierpnia 1988 w Jajcach) – chorwacki piłkarz grający na pozycji lewego obrońcy. Od 2015 jest piłkarzem klubu PAOK FC.

## Kariera klubowa
Swoją karierę piłkarską Leovac rozpoczął w 1997 roku w amatorskim austriackim klubie Sportunion Aschbach. Trenował w nim do 2001 roku. W latach 2001–2002 był zawodnikiem amatorskiego USV Oed/Zeillern, a w 2002 roku podjął treningi w szkółce piłkarskiej Austrii Wiedeń. W 2007 roku został członkiem zespołu rezerw Austrii, grających w Erste Liga. W 2009 roku awansował do pierwszego zespołu. 8 listopada 2009 zadebiutował w nim w austriackiej Bundeslidze w wygranym 1:0 domowym meczu ze Sturmem Graz. W sezonie 2009/2010 wywalczył z Austrią wicemistrzostwo Austrii. Natomiast w sezonie 2012/2013 został z nią mistrzem kraju. W pierwszym zespole Austrii do końca 2013 roku rozegrał 52 ligowe mecze.
Na początku 2014 roku Leovac został piłkarzem HNK Rijeka. 16 lutego 2014 zadebiutował w nim w przegranym 0:1 wyjazdowym meczu z NK Zadar. W sezonie 2013/2014 wywalczył z Rijeką wicemistrzostwo Chorwacji, a także wystąpił w obu meczach finałowych Pucharu Chorwacji z Dinamem Zagrzeb, wygranych przez Rijekę 1:0 i 2:0. Latem 2014 zdobył Superpuchar Chorwacji. W sezonie 2014/2015 ponownie został wicemistrzem kraju z Rijeką.
Latem 2015 roku Leovac przeszedł do PAOK FC. W lidze greckiej swój debiut zanotował 23 sierpnia 2015 w zremisowanym 0:0 domowym meczu ze Skodą Ksanti.
| Sezon   | Klub              | Kraj      | Rozgrywki          | Mecze | Gole |
| ------- | ----------------- | --------- | ------------------ | ----- | ---- |
| 2007/08 | Austria II Wiedeń | Austria   | Erste Liga         | 17    | 0    |
| 2008/09 | Austria II Wiedeń | Austria   | Erste Liga         | 23    | 1    |
| 2009/10 | Austria Wiedeń    | Austria   | Bundesliga         | 8     | 0    |
| 2009/10 | Austria II Wiedeń | Austria   | Erste Liga         | 13    | 0    |
| 2010/11 | Austria Wiedeń    | Austria   | Bundesliga         | 18    | 0    |
| 2011/12 | Austria Wiedeń    | Austria   | Bundesliga         | 17    | 0    |
| 2012/13 | Austria Wiedeń    | Austria   | Bundesliga         | 2     | 0    |
| 2012/13 | Austria II Wiedeń | Austria   | Erste Liga         | 13    | 1    |
| 2013/14 | Austria Wiedeń    | Austria   | Bundesliga         | 7     | 0    |
| 2013/14 | HNK Rijeka        | Chorwacja | Prva HNL           | 10    | 0    |
| 2014/15 | HNK Rijeka        | Chorwacja | Prva HNL           | 29    | 2    |
| 2015/16 | HNK Rijeka        | Chorwacja | Prva HNL           | 5     | 1    |
| 2015/16 | PAOK FC           | Grecja    | Superleague Ellada |       |      |

## Kariera reprezentacyjna
W reprezentacji Chorwacji Leovac zadebiutował 12 listopada 2014 roku w przegranym 1:2 towarzyskim meczu z Argentyną, rozegranym w Londynie.